# Sexual Eruption
Singles de Snoop Dogg
"Ghetto"
(2007) "Neva Have 2 Worry"
(2008)
Sexual Eruption (ou dans sa version censurée Sensual Seduction) est le 1er single du rappeur américain Snoop Dogg extrait de son 9e album studio, Ego Trippin'. Le morceau est produit par Shawty Redd. Sur ce morceau, Snoop Dogg innove par rapport à son style habituel : il chante en utilisant un Auto-Tune, un logiciel correcteur de tonalité qui produit des effets de voix particuliers. Snoop Dogg a enregistré un remix avec la rappeuse Lil' Kim.
Le clip de « Sensual Seduction » a été diffusé pour la première fois sur MTV, le 28 novembre 2007.

## Naissance du morceau
En entendant le titre « Drifter » produit par Fatboi et Shawty Redd, Snoop Dogg a d'abord voulu acheter le morceau. À cette époque, le cousin de Snoop, Daz Dillinger, était signé chez So So Def et avait de bonnes relations avec un certain producteur d'Atlanta, Shawty Redd. Ce dernier accepte de vendre les droits de « Drifter » à Snoop mais lui propose également de lui composer une mélodie exclusive similaire. Daz Dillinger organise alors un rendez-vous avec Shawty lors d'un passage de Snoop en Géorgie. Cependant Shawty n'a pas pu être en studio aux côtés de Snoop, mais ils ont parlé de l'instrumental par téléphone. Shawty envoie ensuite une démo à Los Angeles. Quand Snoop lui renvoie, Shawty sera surpris par les voix posées par Snoop, notamment par son utilisation du vocoder ,instrument, qui modifie la voix.

## Positions dans les Charts
(octobre 2008).
Si vous disposez d'ouvrages ou d'articles de référence ou si vous connaissez des sites web de qualité traitant du thème abordé ici, merci de compléter l'article en donnant les références utiles à sa vérifiabilité et en les liant à la section « Notes et références ».
| Chart (2008)                               | Peak position |
| ------------------------------------------ | ------------- |
| Autriche Singles Top 75                    | 40            |
| Billboard Canadian Hot 100                 | 52            |
| Brazilian Hot 100[réf. incomplète]         | 22            |
| Danemark Singles Top 40                    | 11            |
| Finlande Singles Top 20                    | 12            |
| Germany Singles Top 100                    | 15            |
| Nouvelle-Zélande RIANZ Singles Chart       | 10            |
| Polish National Top 50[réf. incomplète]    | 38            |
| Top 60 Suédois [réf. incomplète]           | 4             |
| États-Unis Billboard Hot 100               | 7             |
| États-Unis Billboard Hot 100 Airplay       | 5             |
| États-Unis Billboard Hot R&B/Hip-Hop Songs | 5             |
| États-Unis Billboard Hot Rap Tracks        | 10            |
| États-Unis Billboard Pop 100               | 19            |
| États-Unis Billboard Rhythmic Top 40       | 3             |
| United Chart                               | 14            |

## Sources
1. 1 2 3 4 5 6 7 8 9  Classement sur Acharts de la chanson censurée
2. ↑  Brazilian Hot 100 Songs & Tracks. Hot100Brasil. Accédé le 1er mars 2008.
3. ↑  Polish National Top 50. APC-Stats.com. Accédé le 15 février 2008.